# National Register of Historic Places in Arizona

Karte der Countys von Arizona und Verteilung der NRHP-Einträge

Das National Register of Historic Places in Arizona ist Teil des nationalen Denkmalschutzprogramms der Vereinigten Staaten (Bauwerke, Objekte, Stätten und historische Distrikte). Diese 1411 Objekte verteilen sich über alle 15 Countys (mind. je 8), davon sind 45 zusätzlich ein National Historic Landmark.

## Anzahl der Objekte und Distrikte nach County
|       | \| \| County \| Liste der Einträge in das NRHP im County \| Anzahl \| \| ----- \| ------------------------------------ \| ------------------------------------------ \| ------- \| \| 1 \| Apache \| NRHP-Einträge im Apache County \| 32 \| \| 2 \| Cochise \| NRHP-Einträge im Cochise County \| 85 \| \| 3 \| Coconino \| NRHP-Einträge im Coconino County \| 155 \| \| 4 \| Gila \| NRHP-Einträge im Gila County \| 52 \| \| 5 \| Graham \| NRHP-Einträge im Graham County \| 34 \| \| 6 \| Greenlee \| NRHP-Einträge im Greenlee County \| 10 \| \| 7 \| La Paz \| NRHP-Einträge im La Paz County \| 10 \| \| 8.1 \| Phoenix \| NRHP-Einträge im Maricopa County: Phoenix \| 206 \| \| 8.2 \| Maricopa \| NRHP-Einträge im Maricopa County: Sonstige \| 179 \| \| 8 \| Maricopa County inkl. Phoenix: Summe \| Maricopa County inkl. Phoenix: Summe \| 385 \| \| 9 \| Mohave \| NRHP-Einträge im Mohave County \| 70 \| \| 10 \| Navajo \| NRHP-Einträge im Navajo County \| 55 \| \| 11 \| Pima \| NRHP-Einträge im Pima County \| 176 \| \| 12 \| Pinal \| NRHP-Einträge im Pinal County \| 110 \| \| 13 \| Santa Cruz \| NRHP-Einträge im Santa Cruz County \| 53 \| \| 14.1 \| Prescott \| NRHP-Einträge im Yavapai County: Prescott \| 71 \| \| 14.2 \| Yavapai \| NRHP-Einträge im Yavapai County: Sonstige \| 59 \| \| 14 \| Yavapai inkl. Prescott: Summe \| Yavapai inkl. Prescott: Summe \| 130 \| \| 15 \| Yuma \| NRHP-Einträge im Yuma County \| 60 \| \| Summe \| Summe \| Summe \| 1.411 1 \| |                                            |         |
|       | County | Liste der Einträge in das NRHP im County   | Anzahl  |
| 1     | Apache | NRHP-Einträge im Apache County             | 32      |
| 2     | Cochise | NRHP-Einträge im Cochise County            | 85      |
| 3     | Coconino | NRHP-Einträge im Coconino County           | 155     |
| 4     | Gila | NRHP-Einträge im Gila County               | 52      |
| 5     | Graham | NRHP-Einträge im Graham County             | 34      |
| 6     | Greenlee | NRHP-Einträge im Greenlee County           | 10      |
| 7     | La Paz | NRHP-Einträge im La Paz County             | 10      |
| 8.1   | Phoenix | NRHP-Einträge im Maricopa County: Phoenix  | 206     |
| 8.2   | Maricopa | NRHP-Einträge im Maricopa County: Sonstige | 179     |
| 8     | Maricopa County inkl. Phoenix: Summe | Maricopa County inkl. Phoenix: Summe       | 385     |
| 9     | Mohave | NRHP-Einträge im Mohave County             | 70      |
| 10    | Navajo | NRHP-Einträge im Navajo County             | 55      |
| 11    | Pima | NRHP-Einträge im Pima County               | 176     |
| 12    | Pinal | NRHP-Einträge im Pinal County              | 110     |
| 13    | Santa Cruz | NRHP-Einträge im Santa Cruz County         | 53      |
| 14.1  | Prescott | NRHP-Einträge im Yavapai County: Prescott  | 71      |
| 14.2  | Yavapai | NRHP-Einträge im Yavapai County: Sonstige  | 59      |
| 14    | Yavapai inkl. Prescott: Summe | Yavapai inkl. Prescott: Summe              | 130     |
| 15    | Yuma | NRHP-Einträge im Yuma County               | 60      |
| Summe | Summe | Summe                                      | 1.411 1 |